# COM (формат файла)
.COM (англ. command) — расширение файла, использовалось в некоторых операционных системах в различных целях.

## Структура
В системах DOS и в 8-битной CP/M-80 COM-файл — простой тип исполняемого файла. Файл начинается с адреса 100h. В CP/M-80 может занимать адреса до верней границы TPA. В DOS и CP/m-86 при выполнении файла код, данные и стек находятся в одном и том же 16-битном сегменте. Поэтому размер файла не может превышать 65280 байт (что на 256 байт меньше размера сегмента — 216 байт). COM-файлы для DOS можно выполнять в некоторых версиях Windows, OS/2, а также на эмуляторах, таких как DOSBox.
Кроме COM-файлов DOS поддерживает файлы в формате EXE, обладающие более сложной структурой. Тип файла определяется при запуске автоматически (в формате EXE в начале файла имеется специальная сигнатура), независимо от расширения. В CP/M-86 поддерживается файл формата .CMD.

### Примеры
Пример простой программы в формате .COM (для ассемблера FASM):
```
use16
               
;Генерировать 16-битный код

org
 
100
h
            
;Программа начинается с адреса 100h

 

    
mov
 
dx
,
 
hello
   
;В DX адрес строки.

    
mov
 
ah
,
 
9
       
;Номер функции DOS.

    
int
 
21
h
         
;Обращение к функции DOS.

 

    
mov
 
ax
,
 
4
C00h
   
;В регистр AH помещаем 4Ch, в AL – 00h.

    
int
 
21
h
         
;Завершение программы

;-------------------------------------------------------

hello
 
db
 
'
Hello
,
 
world
!
$
'

```

Директива «use 16» указывает ассемблеру, что нужно генерировать 16-битный код.
Директива «org 100h» означает, что первая команда будет находиться по адресу 100h, а первые 256 байт (адреса 0000h – 00FFh) нужно пропустить (в этих адресах операционная система размещает префикс программного сегмента, PSP).
Далее идут команды.
Первой командой в регистр DX помещается адрес строки hello.
Затем вызывается прерывание DOS int 21h с функцией 9, которая выводит строку на экран.
При помощи функции 4Ch того же прерывания программа завершает работу (хотя здесь можно использовать и просто команду ret).
Строка hello завершается символом ‘$’, который на экран не выводится, а сигнализирует конец строки для функции 9 прерывания int 21h.

## Совместимость
Программы формата .COM не поддерживаются 64-разрядными верcиями Windows. В таком случае, для их запуска можно использовать эмулятор DOS, например DOSBox.

## Работа с памятью
.COM — один из простейших форматов исполняемых файлов для процессоров семейства 8080 и x86. Программа, загруженная в память для исполнения, является точной копией файла на диске.
Запуск COM-программы в MS-DOS происходит следующим образом:
1. Система выделяет свободный сегмент памяти и заносит его адрес во все сегментные регистры (CS, DS, ES и SS).
2. В первые 256 байт этого сегмента записывается PSP.
3. Непосредственно за ним загружается содержимое COM-файла без изменений.
4. Указатель стека (регистр SP) устанавливается на конец сегмента.
5. В стек записывается 0000h (адрес возврата для команды ret).
6. Управление передаётся по адресу CS:0100h, где находится первый байт исполняемого файла.

Модель памяти, используемую COM-программами, когда код программы, все её данные, PSP и стек расположены в одном сегменте, компиляторы высокоуровневых языков называют TINY (англ. tiny — крохотная).

## Использование
COM-программы обычно являются небольшими приложениями, системными утилитами или небольшими резидентными программами.